# Nižná Lipová
Nižná Lipová (1162 m) – szczyt w Wielkiej Fatrze na Słowacji. 
Znajduje się pomiędzy Vyšnym Rudnem (ok. 1050 m) i Príslopem (1070 m) w długim grzbiecie tworzącym lewe zbocza Ľubochniańskiej Doliny (Ľubochnianska dolina). Zachodnie zbocza Nižnej Lipovej opadają do doliny potoku Kutinská, w kierunku wschodnim natomiast tworzy ona trzy grzbiety, pomiędzy którymi znajdują się dwie dolinki: Baková i Krátke. Obydwie są lewymi odgałęzieniami Ľubochniańskiej Doliny. Na orograficznie prawym grzbiecie znajduje się szczyt Bálcova (935 m).
Nižná Lipová' jest porośnięta lasem, ale na jej zachodnim, niezbyt stromym stoku znajduje się hala pasterska. Dawniej była intensywnie eksploatowana, na mapie zaznaczone są liczne szałasy stojące w jej dolnej części.

## Turystyka
Przez Nižną Lipovą i grzbietem nad Ľubochnianską doliną prowadzi czerwony szlak turystyczny (Magistala Wielkofatrzańska). Omija jej wierzchołek, trawersując w dużej odległości od szczytu jej zachodni stok (halę pasterską).
  Ľubochnianske sedlo – Tlstý – Vyšne Rudno – Sedlo Príslop – Chládkové – Kľak – Vyšná Lipová – Jarabiná – Malý Lysec – Štefanová – Javorina – Šoproň – Chata pod Borišovom. Odległość 24,1 km, suma podejść 1850 m, suma zejść 1350 m, czas przejścia 9:05 h, z powrotem 8:30 h.